# Меццо-сопрановый ключ

Современное начертание меццо-сопранового ключа

Меццо-сопрановый ключ- один из пяти ключей «до», помещающий ноту «до» первой октавы на вторую линейку нотоносца. В данное время, в отличие от скрипичного и басового ключей, практически не используется. Применяется для записи партии голоса меццо-сопрано.

## Музыкальные произведения, где используется меццо-сопрановый ключ
- Ария Кармен L’amour est un oiseau rebelle — «У любви, как у пташки, крылья» («Кармен» Бизе)
- Ария Далилы Mon coeur s’ouvre à ta voix — «Мое сердце открывается звуку твоего голоса» («Самсон и Далила» Сен-Санса)
- Канцона Керубино Voi, che sapete — «Сердце волнует жаркая кровь» («Свадьба Фигаро» Моцарта)
- Романс Графини Je crains de lui parler la nuit — «Боюсь с ним говорить в ночи…» («Пиковая дама» Чайковского)
- Ария Азучены Stride la vampa — «Пламя пылает» («Трубадур» Верди)